# L-03D
L-03D (エル ゼロ さん ディー ) LG製のUSBドングル型通信モデムで、NTTドコモによる第3.9世代移動通信システム、Long Term Evolution（LTE）通信サービスXi（クロッシィ）に対応した端末である。Xi回線以外にもFOMAハイスピード通信が可能である。

## 概要
国際ローミング（WORLD WING）に対応しており、3G通信、HSDPA/HSUPAでのローミングに対応している。

## 歴史
- 2012年3月21日 - 発売開始

## 不具合・アップデート
2014年8月21日のアップデート
- 一部地域において、通信が不安定となる場合がある不具合を修正する。
- ビルド番号がV10bからV10cになる。